# 履いてください、鷹峰さん
『履いてください、鷹峰さん』（はいてください、たかみねさん）は、柊裕一による日本の漫画。『月刊ガンガンJOKER』（スクウェア・エニックス）にて、2019年2月号から連載中。
2021年6月には「次にくるマンガ大賞2021」にノミネートされた。
2025年4月から6月までテレビアニメが放送された。

## ストーリー
平凡な高校生白田孝志（しろた こうし）はある日才色兼備な生徒会長鷹峰高嶺（たかみね たかね）の生の巨乳を見てしまったことで、彼女がある能力を使った後も記憶が残る体質になる。その結果白田は鷹峰の使い走りをさせられる羽目になる。

## 登場人物
声の項はテレビアニメにおける声優。
鷹峰高嶺（たかみね たかね）
声 - 久保ユリカ
本作の主人公。学業・運動共にトップの成績で一年生時から生徒会長に就任している。黒髪のロング。だが耳は出ている。巨乳であり、胸の管理を忘れたことはない。自分のことをあらゆる面で一番に相応しいと自負しており、そのための努力は怠らないが、ミスをしてしまったときには能力「未だ穢れ知らぬ乙女」を使って一番であり続けている。なお小学5年生の時のチーム対抗リレーで2位になった時、屈辱感から失禁して下着を脱いだ時に初めて「未だ穢れ知らぬ乙女」の能力が発現した。ただ能力を使うたびに下着が消えてしまうため、自らの消える下着を履き替えるためのクローゼットとして白田に働くことを提案。悲鳴をあげて白田が逮捕される状況を作って、悲鳴をあげなかったことにする代わりに白田にクローゼットとして働くことを認めさせた。小学校から白田と同じ学校である。白田との距離感が近いエリイに対し嫉妬していたが、徐々に打ち解け、相談するまでの仲になった。クロという猫を飼っている。
白田孝志（しろた こうし）
声 - 粕谷大介
本作のパートナー。鷹峰とは小学校から同じ学校だったが、特に交流はなく仲良くなりたいと考えたこともなかった。しかし、ある日鷹峰の着替えを偶然見たことで彼女が持つ能力のことを知る。そして、鷹峰に脅される形で鷹峰の能力で消えた下着を履き替えるためのクローゼットとして働くこととなる。最初は自分を振り回す鷹峰に困惑していたが悪戯されたり、時には優しくされたりするうちに徐々に鷹峰のことを気になっていく。当初は赤点を取るなど学業成績は悪く家庭の助けにもなると高校卒業後に就職することを考えていたが、鷹峰と同じ大学に入るために勉強することも考えるようになる。そのため予備校に通っている。
絵梨依（えりい）・エバーグリーン
声 - 上坂すみれ
白髪のショートカット。バストサイズでは鷹峰に敵わないが、スポーツは誰よりも得意だという自負がある。
白田の小学校の同級生で中学で離れるまではよく一緒に遊んでおり、小学生時代の鷹峰のことも良く知っている。白田が予備校に行こうとしたときに偶然再会。白田のことを「コウちゃん」と呼び、白田からは「エリちゃん」と呼ばれている。ハーフで読者モデルをしている。瑠璃香という恋人がいる。鷹峰の巨乳に釣られて存在が気になってしまっているが、瑠璃香を一貫して愛している。
黒崎瑠理香（くろさき るりか）
声 - 富田美憂
黒髪のツインテール。立派な胸を持つが、それの管理をしていないことについて鷹峰に指摘を受け、考えを直した。前髪は瞼の上あたりまでの短さ。絵梨依の恋人。ファミレスでバイトしており、絵梨依が来店する時はポテト増量サービスをしている。エリイが鷹峰に浮気しているのではないかと思っており、鷹峰にはあまり良い感情を持っていなかった。しかし、鷹峰の優しさなどに触れたことで打ち解けつつある。
赤西 理人（あかにし りひと）
高校3年生。成績優秀スポーツ万能で女性にモテることからあだ名は撃墜王レッドバロンと早食い赤ちゃん。鷹峰を狙っている。しかし本編には影響しない。
沢渡（さわたり）
白田のクラスメイトの男子高校生。文化祭以降白田を構っている。

## 用語
未だ穢れ知らぬ乙女（エターナル・バージンロード）
鷹峰の持つ能力。下着を脱ぐことによって、したことをなかったことにすることができる。なお能力が発現すると脱いだ下着は消えてしまう。そのため替えの下着を用意する必要がある。また、高嶺の胸を生で見ると「あったこと」の記憶が残ってしまう。
クローゼット
鷹峰が能力である未だ穢れ知らぬ乙女を使う際に消える下着の着替えをサポートさせるために白田が引き受けることになった役割。

## 書誌情報
- 柊裕一『履いてください、鷹峰さん』 スクウェア・エニックス〈ガンガンコミックスJOKER〉、既刊10巻（2025年3月22日現在）
  1. 2019年9月21日発売[4][7]、ISBN 978-4-7575-6313-1
  2. 2020年1月22日発売[8]、ISBN 978-4-7575-6477-0
  3. 2020年8月21日発売[9]、ISBN 978-4-7575-6804-4
  4. 2021年3月22日発売[10]、ISBN 978-4-7575-7163-1
  5. 2021年11月22日発売[11]、ISBN 978-4-7575-7578-3
  6. 2022年6月22日発売[12]、ISBN 978-4-7575-7976-7
  7. 2023年3月22日発売[13]、ISBN 978-4-7575-8477-8
  8. 2023年12月21日発売[14]、ISBN 978-4-7575-8970-4
  9. 2024年8月21日発売[15]、ISBN 978-4-7575-9368-8
  10. 2025年3月22日発売[16]、ISBN 978-4-7575-9762-4

## テレビアニメ
2024年8月2日にテレビアニメ化することが発表された。2025年4月から6月までAT-Xほかにて放送された。2025年3月2日には池袋HUMAXシネマズにて「未だ穢れ知らぬ乙女 ver.」が先行上映された。

### 映像差分
本作には性的描写が多く含まれるため、テレビ放送や配信サイトなどの媒体によって異なる3つのバージョンで展開され、本編の映像に規制、修正が施される。
- 「地上波放送・一般配信 ver.」 - 映像の規制がある[18]。
- 「特別配信 ver.」 - 映像の規制が一部解除されている[18]。
- 「未だ穢れ知らぬ乙女 ver.」 - 映像の規制がなく、完全無修正[18]。

### スタッフ
- 原作 - 柊裕一[3]
- 監督 - 牧野友映[3]
- シリーズ構成・脚本 - 佐藤裕[3]
- キャラクターデザイン - 山内遼、伊藤麻耶[3]
- 美術監督 - 芦野由紀子[6]
- 美術設定 - 島村大輔、大髙順一、若山温
- 色彩設計 - 橋上あきら[6]
- プロップデザイン - 福家いおり
- 撮影監督 - 石塚知義[6]
- 編集 - 山田聖実[6]
- 音響監督 - 前田茜[3]
- 音響効果 - 小川大貴
- 音楽 - 中塚武[3]
- 音楽制作 - ランティス
- プロデューサー - 藤原利紀、落合剛、松田大洋、西前朱加、重松暖、鈴木健、大貫一雄、和田卓治
- アニメーションプロデューサー - 菴原愛
- アニメーション制作 - LIDENFILMS[3]
- 製作 - 「履いてください、鷹峰さん」製作委員会[3]（KADOKAWA、スクウェア・エニックス、ドコモ・アニメストア、AT-X、DAXEL、ぴあ、TOKYO MX）

### 主題歌
「Baby Baby Baby」
奥井雅美 with ボンジュール鈴木によるオープニングテーマ。作詞は奥井雅美、作曲はボンジュール鈴木、編曲は鈴木Daichi秀行。
「Hightail it」
古川慎によるエンディングテーマ。作詞や松井洋平、作曲は本多友紀、編曲は脇眞富。

### 各話リスト
| 話数   | サブタイトル                             | 絵コンテ | 演出     | 作画監督 | 総作画監督                          | 初放送日      |
| ------ | ---------------------------------------- | -------- | -------- | --- | ----------------------------------- | ------------- |
| 第1話  | 私のクローゼットになりなさい。           | 牧野友映 | 牧野友映 | なまためやすひろ 後藤孝宏 𠮷田肇 吉田伊久雄 大原大 梅田香 清水零                                                                        | 山内遼 伊藤麻耶                     | 2025年 4月2日 |
| 第2話  | 満足するまでやり直させて。               | 西田正義 | 葛西良信 | 櫻井拓郎 reboot 日影工房 | 黒田和也                            | 4月9日        |
| 第3話  | 一番イイのを味わって                     | 湯川学   | 藤代和也 | 泉坂つかさ 香田智樹 清水勝祐 ビート 齊藤格 西道拓哉 北島勇樹                                                                            | 山内遼 伊藤麻耶 安藤暢啓            | 4月16日       |
| 第4話  | ドン感しないで、ビン感して。             | 西田正義 | 葛西良信 | 櫻井拓郎 EverGreen Revival reboot | 座員申                              | 4月23日       |
| 第5話  | あなたにニャンニャンさせてほしいニャン。 | 西田正義 | 鈴木恒夫 | ビート 香田智樹 吉田伊久雄 大原大 後藤孝宏 太田宣貴 齊藤格 𠮷田肇 清水零 北島勇樹                                                       | 伊藤麻耶 橋本淳稔 ビート            | 4月30日       |
| 第6話  | あなた、お背中流させて。                 | 福島宏之 | JOLCHANN | 櫻井拓郎 EverGreen 24FPS reboot Revival                                                                                                 | 黒田和也                            | 5月7日        |
| 第7話  | そこからじゃ見えないところまで           | 西田正義 | 藤代和也 | 北島勇樹 清水勝祐 齊藤格 泉坂つかさ 森悦史 伊藤大翼 石川慎亮                                                                            | 伊藤大翼 橋本淳稔                   | 5月14日       |
| 第8話  | 仲、睦まじいご様子で                     | 西田正義 | 芝缶太   | 櫻井拓郎 Studio EverGreen 24FPS Revival 4tune                                                                                           | 黒田和也                            | 5月21日       |
| 第9話  | 私にヤらせなさい!!                       | 福島宏之 | 鳥羽聡   | 香田智樹 太田宣貴 後藤孝宏 吉田伊久雄 大原大 森悦史 北島勇樹 LIKAI STUDIO                                                               | 伊藤麻耶 橋本淳稔 山内遼            | 5月28日       |
| 第10話 | 雨降って白田固まる                       | 中山正恵 | 蒼慎吾   | 櫻井拓郎 吉田伊久雄 reboot Revival 朱央 スタジオ・ミュウ                                                                                | 黒田和也 伊藤麻耶                   | 6月4日        |
| 第11話 | 予行演習をさせてあげるわ                 | 島村大輔 | 島村大輔 | 森悦史 北島勇樹 齊藤格 ビート GOO GYEOUNG OK LEE GYEOUNG SOON KIM JUNG LIM SO GYEOUNG SOOK JUNG YOUNG HEE JOO HEOUNG SUK HWANG OUNG SIK | 伊藤大翼 大原大 吉田伊久雄 伊藤麻耶 | 6月11日       |
| 第12話 | 私だけをみなさい                         | 山本秀世 | JOLCHANN | 櫻井拓郎 STUDIO CL Revival スタジオ・ミュウ 朱央                                                                                        | 黒田和也 伊藤麻耶                   | 6月18日       |

### 放送局
特記がない限り「地上波放送・一般配信 ver.」が放送・配信される。
| 放送期間               | 放送時間                     | 放送局     | 対象地域 | 備考                                                                      |
| ---------------------- | ---------------------------- | ---------- | -------- | ------------------------------------------------------------------------- |
| 2025年4月2日 - 6月18日 | 水曜 22:30 - 23:00           | AT-X       | 日本全域 | 製作参加 / CS放送 / リピート放送あり / R15+指定 / 未だ穢れ知らぬ乙女 ver. |
|                        | 水曜 23:00 - 23:30           | TOKYO MX   | 東京都   | 製作参加                                                                  |
| 2025年4月3日 - 6月19日 | 木曜 0:30 - 1:00（水曜深夜） | サンテレビ | 兵庫県   |                                                                           |
|                        | 木曜 1:00 - 1:30（水曜深夜） | BS11       | 日本全域 | BS放送 / 『ANIME+』枠                                                     |
|                        | 木曜 1:30 - 2:00（水曜深夜） | KBS京都    | 京都府   |                                                                           |
|                        | 木曜 1:50 - 2:20（水曜深夜） | 三重テレビ | 三重県   |                                                                           |
|                        | 木曜 2:10 - 2:40（水曜深夜） | 岐阜放送   | 岐阜県   |                                                                           |

| 配信開始日   | 配信時間                | 配信サイト | 備考                         |
| ------------ | ----------------------- | --- | ---------------------------- |
| 2025年4月2日 | 水曜 23:00 更新         | dアニメストア | 6日遅れで特別配信 ver.も配信 |
|              |                         | DMM TV |                              |
| 2025年4月7日 | 月曜 23:00 以降順次更新 | AnimeFesta ABEMA FOD Hulu J:COM STREAM Lemino milplus 見放題パックプライム Amazon Prime Video TELASA U-NEXT アニメ放題 niconico バンダイチャンネル HAPPY!動画 Rakuten TV ムービーフルplus |                              |

### BD / DVD
※本編は限定版、通常版いずれも「未だ穢れ知らぬ乙女ver.」を収録。
| 巻 | 発売日            | 収録話         | 規格品番  | 規格品番  | 規格品番   |
| 巻 | 発売日            | 収録話         | BD限定版  | BD通常版  | DVD        |
| -- | ----------------- | -------------- | --------- | --------- | ---------- |
| 1  | 2025年7月25日     | 第1話 - 第4話  | KAXA-9011 | KAXA-9021 | KABA-11671 |
| 2  | 2025年8月27日予定 | 第5話 - 第8話  | KAXA-9012 | KAXA-9022 | KABA-11672 |
| 3  | 2025年9月26日予定 | 第9話 - 第12話 | N/A       | KAXA-9023 | KABA-11673 |